# Oberdiebach
Oberdiebach är en Ortsgemeinde i Landkreis Mainz-Bingen i det tyska förbundslandet Rheinland-Pfalz. Oberdiebach, som för första gången omnämns i ett dokument från år 893, har cirka 838 invånare. Oberdiebach har tre Ortsteile: Oberdiebach, Rheindiebach och Winzberg.
Kommunen ingår i kommunalförbundet Verbandsgemeinde Rhein-Nahe tillsammans med ytterligare nio kommuner.